# Dick Briefer
Richard Briefer (Nueva York, 9 de enero de 1915 - Hollywood, diciembre de 1980), conocido también como Richard Norman, Dick Hamilton, Frank N. Stein y Dick Floyd, fue un artista estadounidense de la Edad de oro de las historietas que se desempeñó, principalmente, en revistas pulp.
Colaboró activamente en Wow, What a Magazine!, mientras que trabajó en el floreciente campo de las historietas, siendo contratadopara una variedad de estudios y empaquetadores, incluyendo Eisner & Iger. Bajo el seudónimo de Dick Hamilton, creó el equipo de superhéroes Target and the Targeteers para la editorial Novelty Press.